# ディーン・タヴォウラリス
ディーン・タヴォウラリス（Dean Tavoularis、1932年5月18日 - ）はアメリカ合衆国の美術監督。
マサチューセッツ州ローウェル出身。
妻は女優のオーロール・クレマン。

## 作品

### プロダクションデザイン
- おとなのけんか
- 地獄の黙示録・特別完全版
- ゴッドファーザー PART III
- アウトサイダー
- 地獄の黙示録
- カンバセーション…盗聴…
- ゴッドファーザー

### 美術
- CQ